# Klaudia Grzelak
Klaudia Grzelak est une joueuse de volley-ball polonaise née le 12 février 1996 à Kalisz. Elle mesure 1,86 m et joue au poste de réceptionneuse-attaquante. 

## Clubs
| Club                             | De        | À         |
| -------------------------------- | --------- | --------- |
| UKS Augustynki Kalisz            |           | 2010-2011 |
| SMS PZPS Sosnowiec               | 2011-2012 | 2013-2014 |
| AZS KSZO Ostrowiec Świętokrzyski | 2014-2015 | 2014-2015 |
| LTS Legionovia Legionowo         | 2015-2016 | 2016-2017 |
| Joker Świecie                    | 2017-2018 | 2017-2018 |
| UKS Jedynka Tarnów               | 2018-2019 | …         |

## Palmarès
- Championnat d'Europe des moins de 18 ans
  - Vainqueur : 2013.